# Lista de picos ultraproeminentes das Filipinas
Esta é a lista dos 29 picos ultraproeminentes das Filipinas. A montanha mais proeminente é o Monte Apo (2954 m de altitude e de proeminência), seguida pelo Monte Pulag (2922 m de altitude e de proeminência).

## Luzon

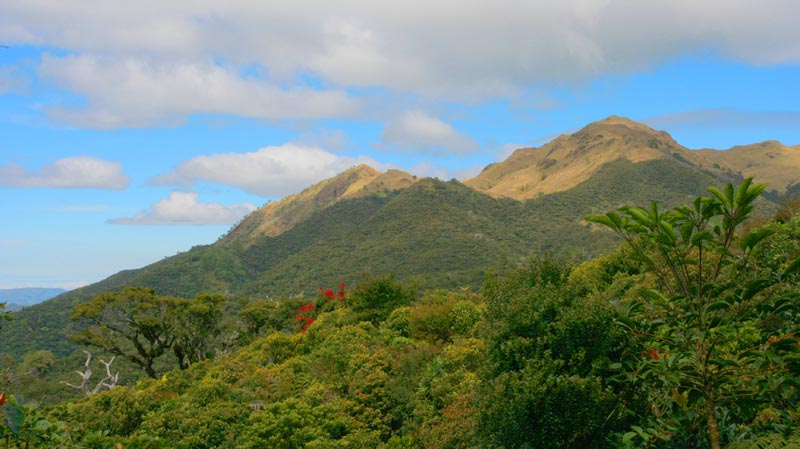
Monte Pulag.

| N.º | Pico             | País              | Altitude (m) | Proeminência (m) | Colo (m) |
| --- | ---------------- | ----------------- | ------------ | ---------------- | -------- |
| 1   | Monte Pulag      | Filipinas (Luzon) | 2922         | 2922             | 0        |
| 2   | Mayon            | Filipinas (Luzon) | 2462         | 2447             | 15       |
| 3   | Monte Tapulao    | Filipinas (Luzon) | 2037         | 2015             | 22       |
| 4   | Monte Isarog     | Filipinas (Luzon) | 2000         | 1951             | 49       |
| 5   | Monte Banahaw    | Filipinas (Luzon) | 2170         | 1919             | 251      |
| 6   | Montanhas Mingan | Filipinas (Luzon) | 1901         | 1601             | 300      |
| 7   | Monte Sicapoo    | Filipinas (Luzon) | 2361         | 1581             | 780      |
| 8   | Monte Bulusan    | Filipinas (Luzon) | 1565         | 1547             | 18       |
| 9   | Monte Labo       | Filipinas (Luzon) | 1544         | 1524             | 20       |

## Palawan
| N.º | Pico                | País                | Altitude (m) | Proeminência (m) | Colo (m) |
| --- | ------------------- | ------------------- | ------------ | ---------------- | -------- |
| 1   | Monte Mantalingahan | Filipinas (Palawan) | 2085         | 2085             | 0        |
| 2   | Picos Victoria      | Filipinas (Palawan) | 1709         | 1619             | 90       |
| 3   | Cleopatra Needle    | Filipinas (Palawan) | 1608         | 1582             | 26       |

## VisayaseRomblon
| N.º | Pico                  | País                | Altitude (m) | Proeminência (m) | Colo (m) |
| --- | --------------------- | ------------------- | ------------ | ---------------- | -------- |
| 1   | Monte Halcon          | Filipinas (Mindoro) | 2582         | 2582             | 0        |
| 2   | Kanlaon               | Filipinas (Negros)  | 2430         | 2430             | 0        |
| 3   | Monte Madia-as        | Filipinas (Panay)   | 2117         | 2117             | 0        |
| 4   | Monte Guiting-Guiting | Filipinas (Sibuyan) | 2050         | 2050             | 0        |
| 5   | Monte Baco            | Filipinas (Mindoro) | 2364         | 1574             | 790      |

## Mindanao

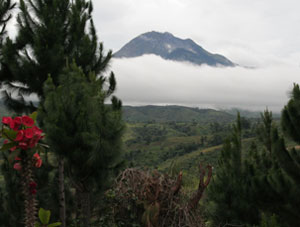
Monte Apo.

| N.º | Pico                             | País                 | Altitude (m) | Proeminência (m) | Colo (m) |
| --- | -------------------------------- | -------------------- | ------------ | ---------------- | -------- |
| 1   | Monte Apo                        | Filipinas (Mindanao) | 2954         | 2954             | 0        |
| 2   | Monte Tagubud                    | Filipinas (Mindanao) | 2670         | 2580             | 90       |
| 3   | Monte Dulang-dulang              | Filipinas (Mindanao) | 2938         | 2440             | 498      |
| 4   | Monte Malindang                  | Filipinas (Mindanao) | 2404         | 2290             | 114      |
| 5   | Monte Matutum                    | Filipinas (Mindanao) | 2286         | 1950             | 336      |
| 6   | Monte Hilong-Hilong              | Filipinas (Mindanao) | 1920         | 1838             | 82       |
| 7   | Monte Mangabon                   | Filipinas (Mindanao) | 2480         | 1803             | 677      |
| 8   | Monte Busa                       | Filipinas (Mindanao) | 2030         | 1661             | 369      |
| 9   | Montanhas Kioto                  | Filipinas (Mindanao) | 1816         | 1639             | 177      |
| 10  | Ponto mais alto da ilha Camiguin | Filipinas (Camiguin) | 1630         | 1630             | 0        |
| 11  | Monte Ragang/Monte Piapayungan   | Filipinas (Mindanao) | 2815         | 1590             | 1225     |
| 12  | Monte Kalatungan                 | Filipinas (Mindanao) | 2880         | 1502             | 1378     |